# Sesentayochista
Un sesentayochista (en francés: soixante-huitard) es una persona que a fines de los años 60 tenía edad como para haber participado en los sucesos de mayo de 1968, o que en algún momento adoptó la forma de pensar y las ideas contestatarias que se desarrollaron y apoyaron en esa ocasión.

## Descripción
La calificación de soixante-huitard, en francés calcada o imitando el término communard, designa pues las ideas más o menos utopistas y contestatarias, que en especial surgieron en los medios revolucionarios izquierdistas franceses en ese tiempo, y en particular las que se aproximaban al anarquismo y al llamado New Age.
Con el paso de los años, este término tomó un sentido más bien peyorativo, especialmente cuando fue usado por la generación siguiente, precisamente para expresar el nuevo conflicto generacional que entonces se planteaba. Cuando se hace referencia a la generación del 68, se evoca la generación del llamado baby boom de posguerra, así como la filosofía hedonista y narcisista de esa gente, y así como la adhesión o sumisión de ellos a la sociedad de consumo.
Los detractores de estos enfoques de la generación de los sesentayochistas (en ocasiones también señalada como generación del baby boom), entre otras cosas la consideraban y consideran como demasiado egoísta, ya que como consecuencia del llamado estado de bienestar, ellos tuvieron buenos sueldos y buenas jubilaciones y pensiones, así como una situación laboral que se acercaba al pleno empleo (o al desempleo estructural). Fundamentalmente de esto surge cierto grado de incomprensión y de reproche entre la generación del 68 y la de sus hijos, ya que estos últimos opinan que es con el esfuerzo de su generación que se sostienen las pensiones de sus padres, pensiones que probablemente ellos mismos en su momento no podrán gozar en los mismos niveles, y encima, debiendo soportar en tiempo de actividad altas tasas de desocupación y acentuadas crisis económicas. Y como si todo esto no fuera poco, no son pocos los hijos de los "soixante-huitards" que deben soportar a padres a veces algo hipócritas y exigentes, que incluso por momentos les reprochan los esfuerzos y sacrificios que ellos tuvieron que hacer para criarles y para mejorarles sus oportunidades frente a la vida, y que en alguna medida abandonaron sus iniciales posiciones extremadamente contestatarias pues cambiaron o suavizaron su forma combativa y radical de pensar (ya que con el paso de los años se volvieron más tolerantes, y más abiertos a ciertos posicionamientos de la sociedad, aunque en algún sentido también pasaron a ser más conservadores respecto de otros cambios de posiciones como por ejemplo con el rol de la mujer o con el matrimonio homosexual).

## Lemas y eslóganes

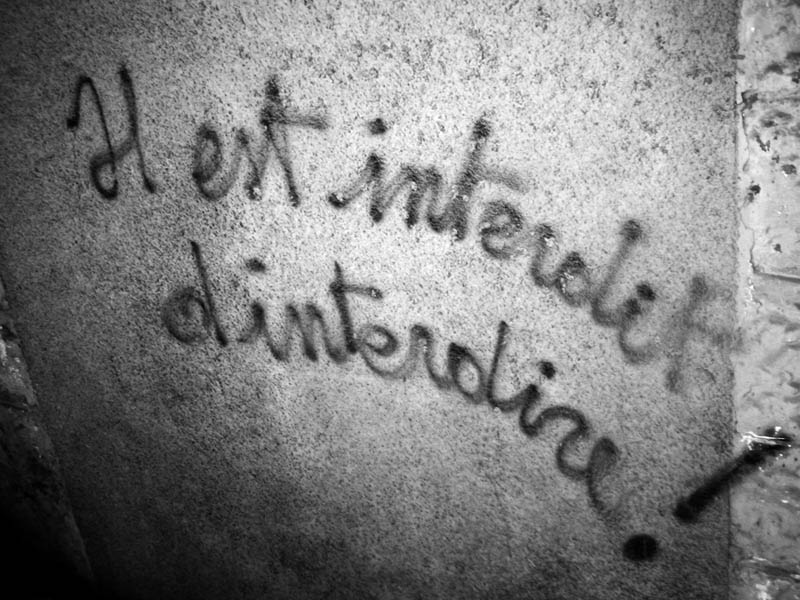
París, mayo de 1968: "Prohibido prohibir".

Debido a las dificultades que se tienen para definir con mucha precisión este término, los eslóganes y grafitis surgidos de este período se presentan como bastante representativos; se listan a continuación algunas de esas frases emblemáticas.
- Élections, piège à cons (traducción al español: Elecciones, trampa para estúpidos y tontuelos).
- Fin de l'université (traducción al español: Fin de la universidad).
- Il est interdit d'interdire! (traducción al español: Prohibido prohibir).[30]
- Imagine: c'est la guerre et personne n'y va! (traducción al español: Imagina: es la guerra y nadie va).[31]
- Ne travaillez jamais (traducción al español: No trabajes jamás).
- Le réveil sonne: Première humiliation de la journée! (traducción al español: El despertador suena: ¡primera humillación de la jornada!).
- On achète ton bonheur, vole-le (traducción al español: Se compra tu felicidad: róbala).
- On ne revendiquera rien, on ne demandera rien, on prendra, on occupera (traducción al español: Nada se reivindicará, nada se pedirá, simplemente se tomará, se ocupará).
- Jouissez sans entraves (traducción al español: Disfrutad sin obstáculos).
- Sous les pavés, la plage (traducción al español: Bajo los adoquines, la playa).
- Soyez réalistes, demandez l'impossible (traducción al español: Sean realistas, pidan lo imposible).
- L’imagination au pouvoir (traducción al español: La imaginación al poder).[32]

Al menos puede decirse que este período de despreocupación y de ideas folclóricas se prolongó hasta los años 1980 (elección el 10 de mayo de 1981 de François Mitterrand como presidente de Francia). En efecto, las elecciones presidenciales francesas de 1981 y la llamada Vuelta del rigor implementada en 1983 (en francés: Tournant de la rigueur), marcaron el fin de ciertas ilusiones y esperanzas, en el sentido de que se tomó conciencia que no sería posible cambiar significativamente el mundo en el que se vivía (la sociedad en la que se vivía). A lo sumo, la visión utópica e ingenua del 68 pudo haberse prolongado hasta agosto o septiembre de 1985, pues precisamente fue el 26 de septiembre de 1985, que por iniciativa de Coluche se inició la obra solidaria Restos du coeur (obra que inicialmente fue pensada y propuesta por Daniel Balavoine); en efecto, la conveniencia sentida en ese momento en Francia, de que era necesario hacer algo por quienes tenían problemas incluso para alimentarse, en algún sentido marcó una fuerte desilusión respecto de los poderes públicos de la época a los que se los observaba con limitaciones y/o con falta de interés, a lo que se agregaba la visión de que existían enormes desigualdades económicas entre los franceses, las que era urgente resolver o al menos paliar en algún sentido.
Esta nostalgia y en parte también desilusión de los años 1980 (y en especial la del período 1980-1985), ha tenido un renovado surgimiento de interés en los años 2000, y prueba de ello son por ejemplo y entre otros, los filmes Disco y Stars 80, así como el espectáculo musical RFM Party 80 (iniciado en el año 2006 y aún vigente). Desde el siglo XXI volvemos la vista atrás, para recordar o recrear la música, y la forma de actuar, de pensar, y hasta de vestirse, de aquellos años (consultar las referencias que se indican: Noche de la nostalgia).